# Frontière humaine
 (février 2023).
Si vous disposez d'ouvrages ou d'articles de référence ou si vous connaissez des sites web de qualité traitant du thème abordé ici, merci de compléter l'article en donnant les références utiles à sa vérifiabilité et en les liant à la section « Notes et références ».
Frontière humaine (en anglais Human Frontier Science Program) est une organisation internationale de recherche dont le but du programme est d'encourager la coopération internationale et interdisciplinaire dans la recherche sur les fonctions cérébrales supérieures et les fonctions biologiques à l'échelle moléculaire. Son siège est situé à Strasbourg, France.

## Histoire
L'histoire de Frontière Humaine débuta en 1986 avec une étude de faisabilité effectuée par des scientifiques japonais, sous la direction du conseil du premier ministre japonais pour la science et la technologie, afin d'explorer les possibilités d'encourager la collaboration internationale dans la recherche.
C'est en octobre 1989 que le secrétariat du programme a été fondé à Strasbourg, France. Le premier président était alors l'ambassadeur Miyazaki (Japon), le premier président du conseil des scientifiques était le docteur Edward Rall (États-Unis) et le premier secrétaire général était James Gowans, ancien secrétaire du conseil de recherche médical du Royaume-Uni.
Les membres actuels de l'organisation sont les nations du G7 (G8 sans la Russie), l'Australie, l'Inde, la République de Corée, la Suisse, la Nouvelle-Zélande, la Norvège et les non-G7 membres de l'Union européenne qui sont représentés par la Commission européenne.